# Baugy (Oise)
Baugy é uma comuna francesa na região administrativa de Altos da França, no departamento de Oise. Estende-se por uma área de 7,17 km². Em 2010 a comuna tinha 258 habitantes (densidade: 36 hab./km²).